# هيليوبوليس الجديدة
هليوبوليس الجديدة إحدى المدن الجديدة تقع في مدينة الشروق شرق محافظة القاهرة في مصر , مساحتها 5885 فدان تم تأسيسها بموجب القرار الجمهوري رقم 193 لسنة 1995 و هي تابعة لشركة مصر الجديدة للإسكان والتعمير و تعتبر الامتداد الطبيعي لضاحية مصر الجديدة مستقبلاً وتمثل محور العمل الأساسي للشركة في الفترة القادمة حيث أن الأراضي المتاحة داخل مصر الجديدة تم استغلالها فأصبح من العملي التركيز على مدينة هليوبوليس الحديدة، حدود المدينة طريق القاهرة الإسماعيلية الصحراوي شمالاً وطريق القاهرة السويس و مدينتي جنوباً وبمحاذاة مدينة الشروق غربا و مدينة بدر شرقا، ويتميز موقع المدينة بقربه من الطريق الدائري الإقليمي والذي سيربط بين المدينة والمدن الجديدة ومحافظة حلوان ومحافظة 6 أكتوبر والمعادي و طريق القطامية العين السخنة و الطريق الدائري .

## تخطيط المدينة
تخطيط المدينة والتي تبلغ مساحاتها 5888 فدان ينقسم إلى مناطق سكنية وترفيهية و تعليمية وتجارية و إدارية وطبية و نوادي ومناطق مفتوحة ومسطحات خضراء ومنطقة جولف.
و رغم أن شركة مصر الجديدة للإسكان والتعمير لا تلجأ لسياسة بيع الأراضي، فقد بلغت مساحة الأرض المباعة بمدينة هليوبوليس الجديدة حوالي مليون و 370 ألف م2، حققت مليار جنيه، وذلك لتحقيق السيولة للمشروع وإنجازه في أقصر وقت تتجه الشركة إلى استثمار المنطقة الترفيهية بمدخل المدينة على طريق القاهرة - السويس الصحراوي بمسطح 212 فدان لاستخدامها في النشاط السياحي والترفيهي وجاري تخطيط نادي المدينة كنواة لتنشيط العمران بها وخدمة السكان الحاليين بالمدينة.

## الطرق والمرافق

### الطرق
يتم حالياً تطوير المرحلة الأولى من طريق القاهرة - السويس الصحراوي وطريق القاهرة - الإسماعيلية الصحراوي والتي تصل إلى المدينة كما سيتم ربط المدينة بالطريق الدائري (الإقليمي) وكذلك مع خط مترو الأنفاق الجديد والذي سيربط المدينة بمناطق وسط البلد ومحافظتي القاهرة والجيزة.

### المرافق
تم إنفاق تكاليف تزيد عن 160.00 مليون جنيه تقريبًا للمرافق بالمدينة، مرافق المدينة متكاملة المرافق (كهرباء – مياه – صرف صحي – تليفونات).
- المياه

محطة رفع المياه المغذية لمدينة هليوبوليس وتقع بمدينة العاشر من رمضان وأيضا خط المياه الناقل من محطة الرفع وحتى مشارف مدينة هليوبوليس بطول 17 كيلو متر. وتقوم الشركة بطرح أعمال لتقوية خط المياه ومحطة الرفع وذلك عن طريق مناقصة محدودة وتقوم الشركة حالياً باستخراج التراخيص اللازمة لمحطة الرفع.

## وصلات خارجية
- صورة بالقمر الصناعي لمدينة هليوبوليس الجديدة بموقع ويكيمابيا.